# Svatopluk Buchta
Svatopluk Buchta (Brno, 26 de febrer de 1966) va ser un ciclista txecoslovac, d'origen txec, que s'especialitzà en la pista. Va guanyar dues medalles, una d'elles d'or, als Campionats del món en Persecució per equips.

## Palmarès
- 1986
  -  Campió del món en Persecució per equips (amb Teodor Černý, Aleš Trčka i Pavel Soukup)